# Nadglednik (1916.)
Nadglednik (u eng. izvorniku: The Floorwalker) je bila prva crno-bijela filmska komedija iz 1916. u režiji Charlesa Chaplina, najpoznatija kao prva koju je napravio za studio Mutual Film Corporation. U filmu Chaplin tumači ulogu skitnice koji dolazi u trgovački centar i tamo izaziva kaos, te istovremeno bude upetljan u zavjeru direktora (čiji lik tumači Eric Campbell) oko pronevjere novca kompanije. Film je poznat kao prvo ostvarenje koje je koristilo pokretne stepenice u svrhu stvaranja slapstick humora, kao i po sceni u kojoj Chaplinov i Campbellov lik, koji su slično odjeveni, prate pokrete jedan drugog kao da su odraz u ogledalu. Ova će scena kasnije biti često preuzeta u filmovima i TV-serijama.

## Glume
- Charles Chaplin - skitnica
- Eric Campbell - menadžer
- Edna Purviance - menadžerova tajnica
- Lloyd Bacon - menadžerov asistent
- Albert Austin - prodavački asistent
- Charlotte Mineau - prelijepa detektivka

## Vanjske poveznice
- Prikaz cijelog filma u Internet Archive short film
- The Floorwalker na Internet Movie Database